# نقاش و مادرش
نقاش و مادرش (به انگلیسی: The Artist and His Mother) نام اثری مشهور است از آرشیل گورکی نقاش سده بیستم اهل ارمنستان.
تصویر زن روستایی (شوشان، مادر آرشیل) است که باوقار بر روی صندلی نشسته است و پسری نوجوان (خود هنرمند) با حالتی احترام‌آمیز و در حالی که گلی سرخ رنگ بدست دارد در کنارش ایستاده است. گلی که در تابلوی «نقاش و مادرش» بدست پسر نوجوان دیده می‌شود نماد آینده است. آنچه در نگاه اول در این نقاشی موج می‌زند و بیننده را با خود می‌برد، معصومیت آمیخته با حزنی است که بر چهره‌های مادر و پسر حک شده‌است. این اثر از روی تصویر واقعی خلق شده‌است.